# Pueblo Cayetano
Pueblo Cayetano, auch als Cayetano bezeichnet, ist eine Ortschaft in Uruguay. 

## Geographie
Sie befindet sich auf dem Gebiet des Departamento Salto in dessen Sektor 6. Pueblo Cayetano liegt am Ufer des Arroyo Mataojito einige Kilometer nordnordöstlich von Paso Cementerio. Weitere Ansiedlungen in der Umgebung sind Pueblo Ruso und Guaviyú del Arapey im Nordosten und Pueblo Lavalleja im Nordwesten. Pueblo Cayetano liegt zudem südöstlich von Olivera und nordwestlich von Quintana.

## Einwohner
Die Einwohnerzahl Pueblo Cayetano beträgt 39 (Stand: 2011), davon 24 männliche und 15 weibliche. Für die vorhergehenden Volkszählungen der Jahre 1963, 1975, 1985 und 1996 sind beim Instituto Nacional de Estadística de Uruguay keine Daten erfasst worden.
| Jahr | Einwohner |
| ---- | --------- |
| 1996 | -         |
| 2004 | 88        |
| 2011 | 39        |

Quelle: Instituto Nacional de Estadística de Uruguay